# Hubertus Quellinus
Hubertus Quellinus (Anversa, 15 agosto 1619 – Anversa, 1687) è stato un incisore e artista belga.

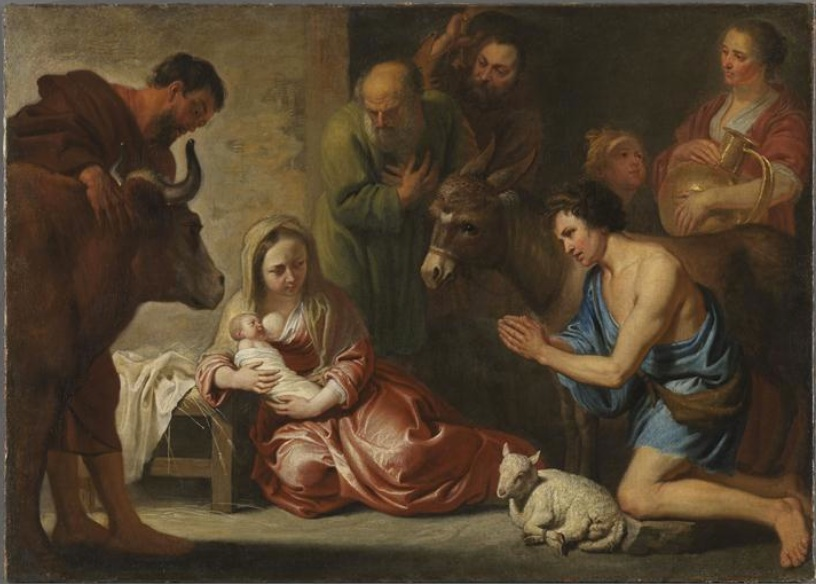
L'adorazione dei Pastori - Alte Pinakothek di Monaco di Baviera

Hubertus Quellinus nacque in una famiglia di pittori e incisori; era figlio di Erasmus Quellinus il Vecchio e fratello di Erasmus Quellinus il Giovane, allievo di Rubens, e dell'importante scultore Artus Quellinus il Vecchio.
Nel 1650 andò a Roma dove aderì alla Bentvueghels, un'associazione formata soprattutto da artisti olandesi e fiamminghi che qui lavoravano. 

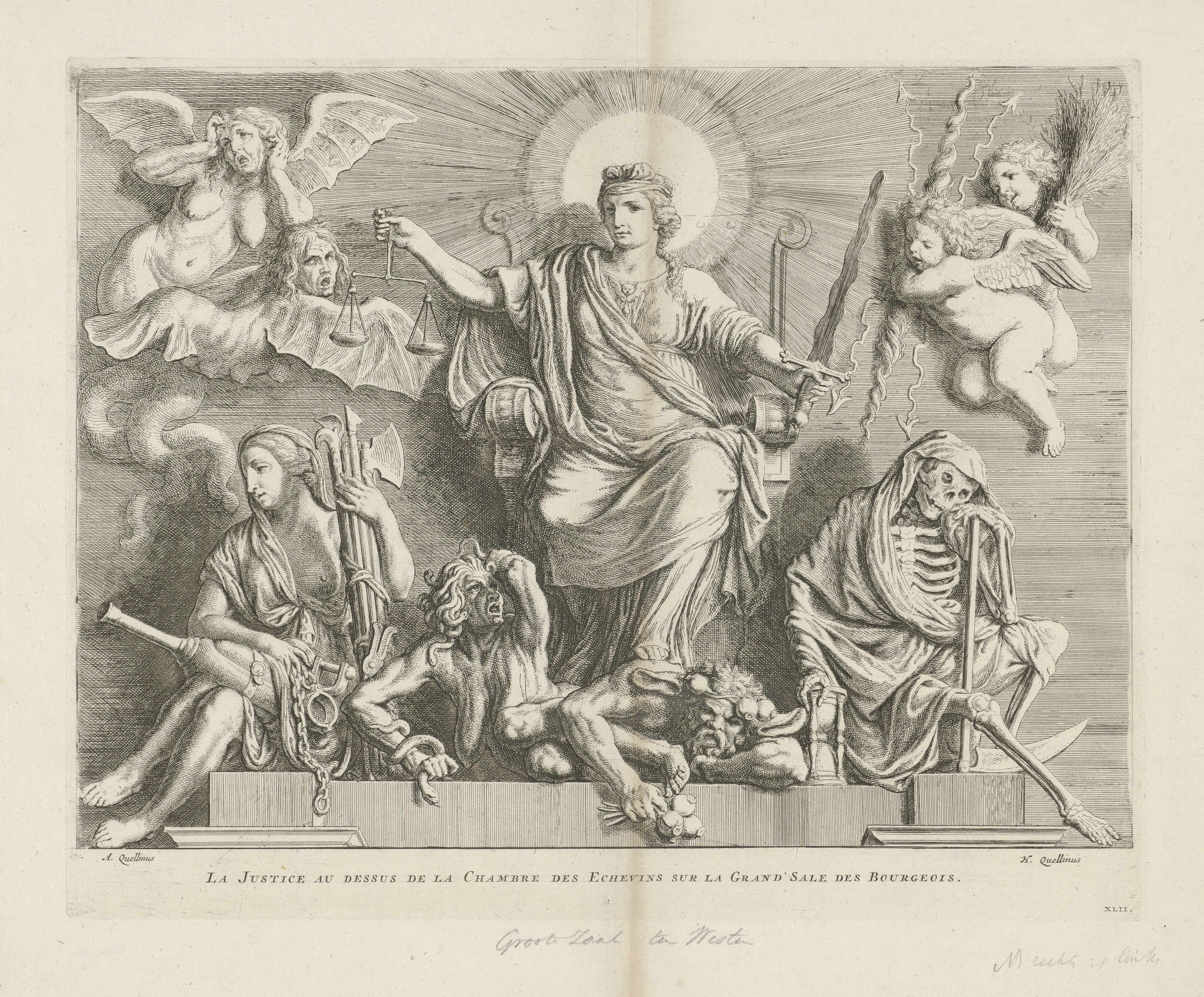
Allegoria della Giustizia, statue di Artus Quellinus in Amsterdam City Hall

Dal 1660 si stabilì ad Amsterdam dove collaborò per una pubblicazione che consisteva in due parti: la prima parte includeva 30 lastre raffiguranti il municipio di Amsterdam (oggi Palazzo Reale) e in seguito i disegni furono eseguiti dall'architetto Jacob Vennekool e incisi da Dancker Danckerts. La seconda parte della pubblicazione, in due volumi, includeva stampe delle statue di marmo e delle decorazioni eseguiti da Artus Quellinus il Vecchio nel municipio. Per queste stampe Hubert Quellinus eseguì sia i disegni che le incisioni e furono marchiate con le iniziali di entrambi gli artisti, Artus e Hubertus (A. Q). Le due parti formavano un volume in folio. Inizialmente la prima parte fu pubblicata nel 1655, mentre la seconda parte fu pubblicata la prima volta nel 1663 a Amsterdam, ma l'editore Frederick de Widt modificò le date sulle stampe di Quellinus in 1665 e 1668.
La pubblicazione fu determinante per la diffusione dello stile barocco in Nord Europa Fino alla fine del XVII secolo, ed è stato utilizzato come il più importante libro-modello e fonte di ispirazione nel campo della scultura  e della decorazione architettonica da quasi tutti i seguaci dello stile barocco fiammingo in Europa.
Quellinus ha anche inciso dei ritratti ed è conosciuto per alcuni dipinti storici.

## Note

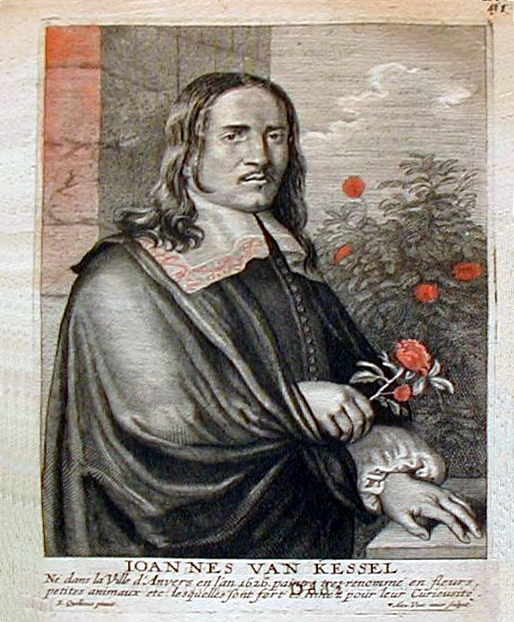
Ritratto di Jan van Kessel from Het Gulden Cabinet